# جامع دفتردار
جامع دفتردار, أو جامع دفتردار محمود أفندي (بالتركية: Defterdar Camii, Defterdar Mahmut Efendi Camii) مسجد تاريخي يقع في بلدية أيوب، إسطنبول، تركيا. أسس المسجد دفتردار نازلي محمود أفندي (1500-1546) وبناه المهندس المعماري معمار سنان في 1542 («دفتردار» تعني رئاسة القسم المالي في الدولة العثمانية) بأمر من الدفتردار نازلي محمود أفندي. وبدلا من وضع الهلال على قبة المسجد مثل بقية المساجد فقد وضعت «محبرة وقلم» على رأس قبة المسجد وهي تمثل مهنة مؤسس المسجد. وتجدر الإشارة إلى أن الرمز الأصلي انكسر بعاصفة في عام 1997. ثم أعيد تجميعه بعد عشر سنوات في 30 أيار / مايو 2007، ووضع على قبة المسجد.

## معرض صور

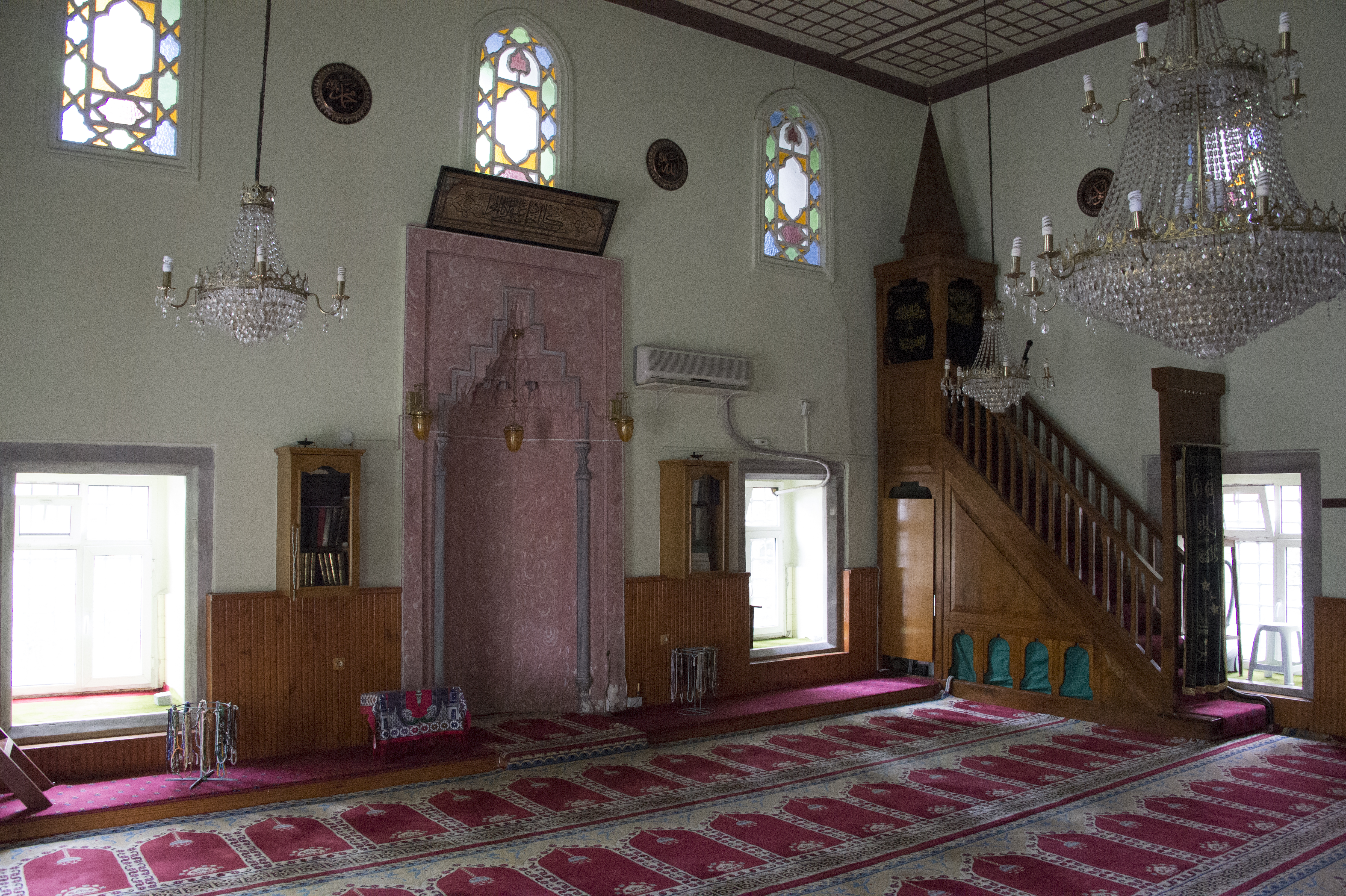
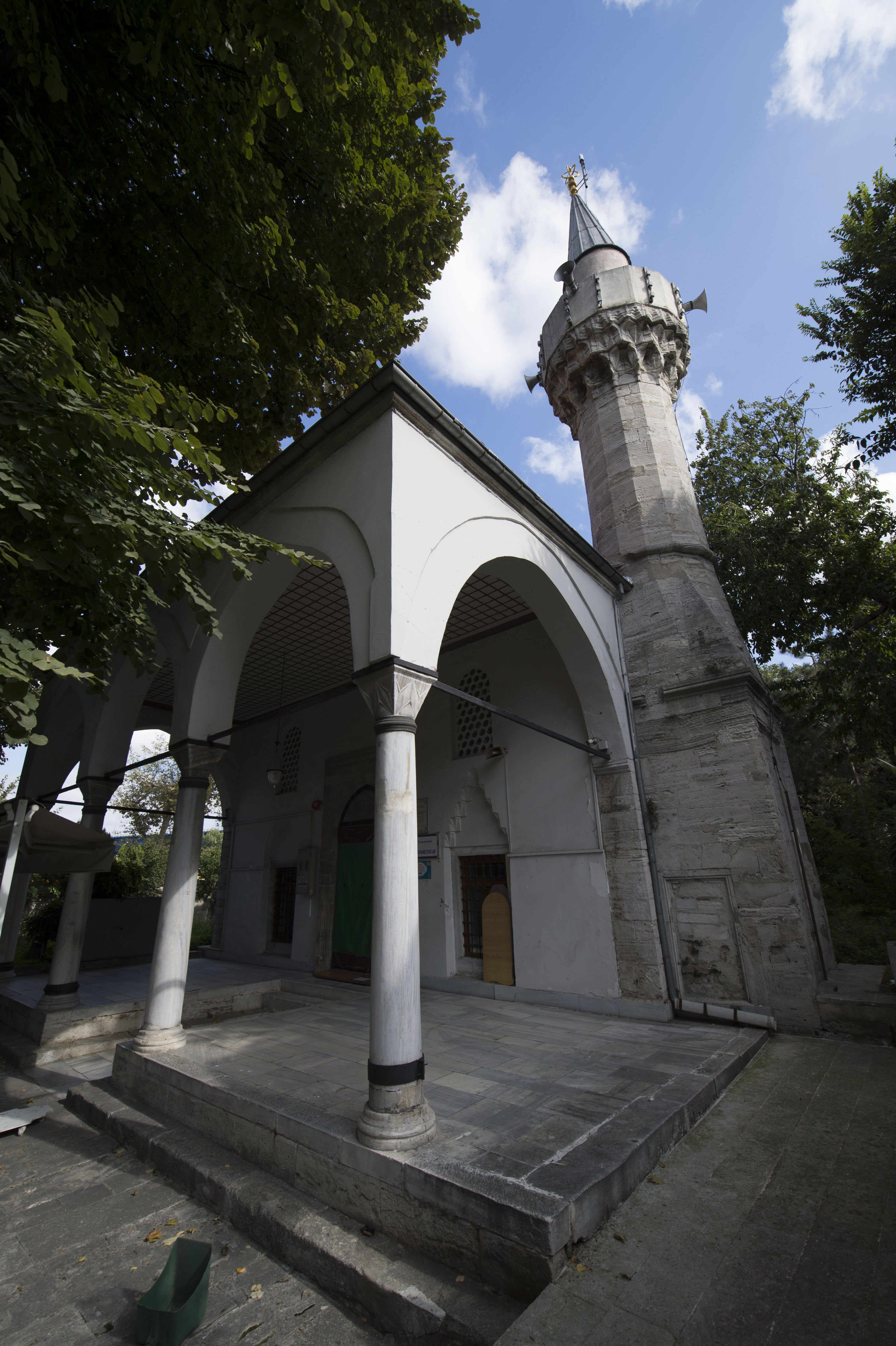
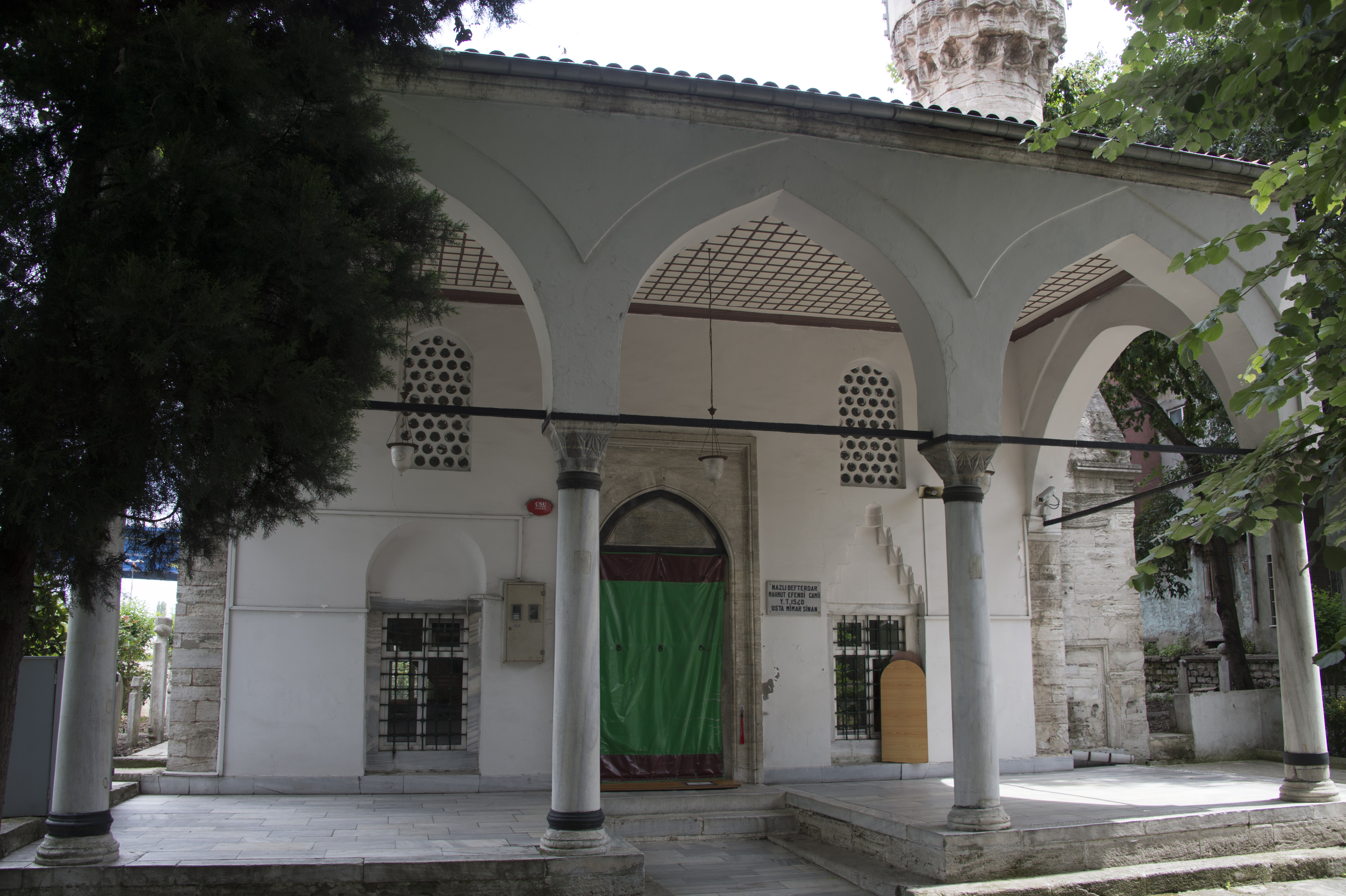
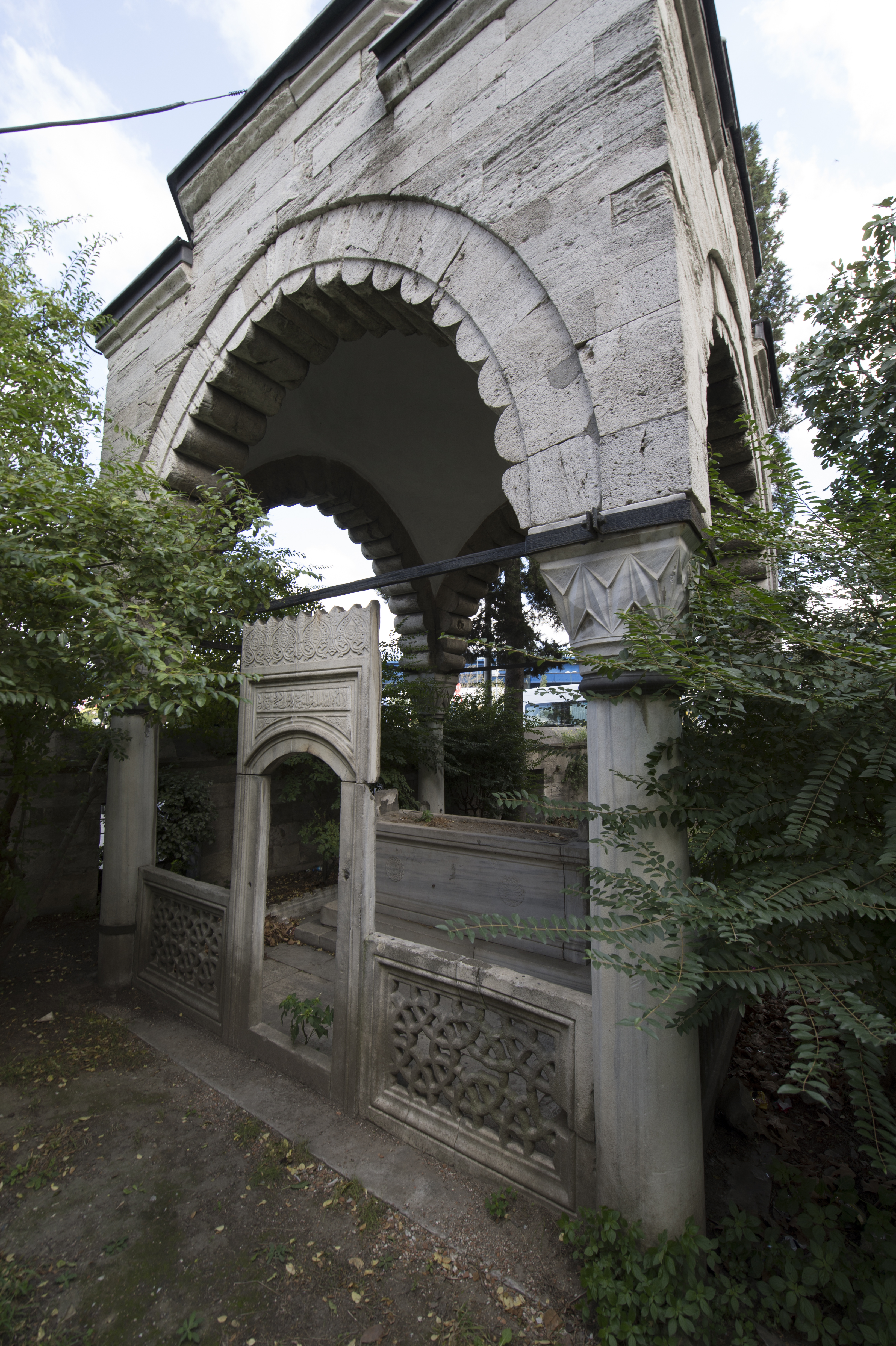

## وصلات خارجية
- صورة جامع دفتردار في بلدية أيوب